# Rhyzodiastes preorbitalis
Rhyzodiastes preorbitalis es una especie de escarabajo terrestre, categorizada en la tribu Clinidiini, de la subfamilia Rhysodinae.
Se atribuye su descripción a los entomólogos de origen estadounidense Ross Taylor Bell y Joyce Elaine Rockenbach Bell, quienes la citaron por primera vez en 1985. La especie aparece registrada en la sección Rhysodini of the world. Part IV. Revision of Rhyzodiastes FAIRMAIRE and Clinidium KIRBY, with new species in other genera (Coleoptera: Carabidae or Rhysodidae) de Quaestiones Entomologicae, 21: 1-172, publicada por Bell, R.T. y Bell, J.R. en 1985.

## Descripción
La especie mide 6,8-7,8 mm de longitud. Estilete antenal diminuto y agudo, cuenta con numerosas setas basales, la cabeza es ancha y extensa, lóbulo medio corto y triangular. Presenta unas fosas tentoriales relativamente grandes, surcos frontales estrechos, pronoto extenso, con una longitud de 1,42 mm.

## Distribución
Se distribuye por Asia, en la zona oeste de Tailandia, en la montaña de Doi Suthep.